# Xeinostoma inopinatum
Espèce
Xeinostoma inopinatum est une espèce de crabe de la famille des Cyclodorippidae, endémique de l'île de La Réunion. Il vit dans l'océan Indien entre 165 et 750 mètres de profondeur.

## Annexe